# Theodore Constantine, Baron Constantine of Stanmore
Theodore Constantine, Baron Constantine of Stanmore Kt CBE DL AE (* 15. März 1910; † 13. Februar 2004) war ein britischer Unternehmer und Politiker der Conservative Party, der zwischen 1967 und 1968 Vorsitzender sowie 1980 Präsident der National Union of Conservative and Unionist Associations (NUCUA) war und 1981 als Life Peer aufgrund des Life Peerages Act 1958 Mitglied des House of Lords wurde.

## Leben

### Berufliche Tätigkeiten, Zweiter Weltkrieg und Wahlkreisvorsitzender
Constantine, Sohn eines Tabakimporteurs griechischer Abstammung, arbeitete nach dem Besuch des Acton College als Verkäufer bei dem Hörgerätehersteller Allen and Hanburys und war zunächst von 1926 bis 1928 Persönlicher Assistent des Vorstandsvorsitzenden, dann Manager sowie zuletzt zwischen 1938 und 1939 Geschäftsführer. Er leistete während des Zweiten Weltkrieges seinen Militärdienst als Planzeichner im Hauptquartier des Fighter Command der Royal Auxiliary Air Force (RAAF). Für seine militärischen Verdienste wurde ihm 1945 der Air Efficiency Award (AE) verliehen. Nach Kriegsende nahm er seine Berufstätigkeit wieder auf, ehe er 1959 mit Bonochord ein eigenes Hörgeräteunternehmen gründete, das auch Winston Churchill zu seinen Kunden zählte.
Constantine engagierte sich über viele Jahre in der Conservative Party und innerhalb der Parteiorganisation Mitglied des Nationalen Exekutivkomitees, des Nationalen Politischen Komitees sowie des Nationalen Propagandakomitees. Für seine langjährigen Verdienste wurde er 1956 Commander des Order of the British Empire (CBE) sowie 1964 zum Knight Bachelor geschlagen, so dass er fortan den Namenszusatz „Sir“ führte.
Als Constantine Mitte der 1960er Jahre Vorsitzender der Conservative Party von Harrow East wurde, kam es zu Auseinandersetzungen mit Anthony Courtney, einem ehemaligen Fregattenkapitän im British Naval Intelligence Department, der zwischen 1959 und 1966 für die Conservative Party den Wahlkreis Harrow East als Mitglied im House of Commons vertrat. Dieser geriet in die Schlagzeilen, nachdem er nach antikommunistischen Reden vom sowjetischen Nachrichtendienst KGB in eine Falle gelockt wurde und dieser Fotos von Courtney mit einer Touristenführerin in einer verfänglichen Situation verbreitete. Constantine forderte Courtney daraufhin auf, zurückzutreten, was dieser jedoch ablehnte. Allerdings verlor dieser dann bei den Unterhauswahlen 1966, ⁣⁣ wie von Constantine vorausgesagt, sein Unterhausmandat. Im Anschluss klagte er Constantine wegen Verleumdung an und erhielt daraufhin eine Entschädigungssumme von 200 Pfund Sterling sowie Aufwandskosten ersetzt.

### Vorsitzender und Präsident der NUCUA und Oberhausmitglied
Allerdings konnte dies nicht den weiteren Aufstieg Constantines behindern, der 1967 als Nachfolger von Adelaide Doughty bis zu seiner Ablösung durch D. P. Crossman 1968 Vorsitzender der National Union of Conservative and Unionist Associations war. Zugleich wurde er 1967 zunächst High Sheriff sowie anschließend von 1967 bis 1985 Deputy Lieutenant von Greater London. Später wurde er Direktor von Stratstone, einem Franchisingunternehmen von Rolls-Royce Motor Cars, sowie 1975 Meister der Innung (Livery Company) der Karosserie- und Kutschenbauer (Worshipful Company of Coachmakers and Coach Harness Makers).
1980 darauf wurde er Nachfolger von Francis Pym als Präsident der National Union of Conservative and Unionist Associations und behielt diese Funktion ein Jahr lang bis zu seiner Ablösung durch Edward du Cann 1981. In den 1980er Jahren war er Direktor von Health Care Services plc und trat in dieser Funktion für die von Premierministerin Margaret Thatcher propagierte zunehmende Rolle der privaten Krankenpflege ein.
Im Anschluss wurde er durch ein Letters Patent vom 21. Juli 1981 als Life Peer mit dem Titel Baron Constantine of Stanmore, of Stanmore in Greater London, in den Adelsstand erhoben und gehörte bis zu seinem Tod dem House of Lords als Mitglied an. Am 28. Juli 1981 erfolgte seine offizielle Einführung (Introduction) als Mitglied des Oberhauses mit Unterstützung durch Eric Edwards, Baron Chelmer und Richard Fraser, Baron Fraser of Kilmorack. Während er sich in seiner Jungfernrede über die Preisanstiege für Gas und Elektrizität beschwerte, wurde er später für seine seltenen Redebeiträge bekannt.
Aus seiner 1935 geschlossenen Ehe mit Sylvia Mary Legge-Pointing gingen eine Tochter und ein Sohn hervor.